# إيفان جنسن
إيفان جنسن (بالدنماركية: Ivan Jensen)‏ (10 نوفمبر 1922 بكوبنهاغن في الدنمارك - 26 يناير 2009) هو لاعب كرة قدم دانمركي في مركز الدفاع، شارك في الألعاب الأولمبية الصيفية 1948. وشارك مع منتخب الدنمارك لكرة القدم. أما مع النوادي، فقد لعب مع نادي بولونيا وAkademisk Boldklub ‏.

## وصلات خارجية
- إيفان جنسن على موقع قاعدة بيانات كرة القدم.إي يو (الإنجليزية)
- إيفان جنسن على موقع ناشيونال فوتبول تيمز (الإنجليزية)
- إيفان جنسن على موقع عالم كرة القدم.نت (الإنجليزية)
- إيفان جنسن على موقع أوليمبيديا (الإنجليزية)